# My Xperience
My Xperience - album jamajskiego wykonawcy dancehall Bounty Killera, wydany 17 września 1996 roku nakładem VP Records. Na albumie można usłyszeć m.in. Busta Rhymesa, Junior Reida i Raekwona.

## Lista utworów
1. Fed Up
2. The Lord Is My Light and Salvation
3. Hip-Hopera (Gość. The Fugees)
4. Guns & Roses (Gość. Anthony Malvo, Red Rose)
5. Mama [Scare Dem Version]
6. Change Like the Weather (Gość. Busta Rhymes, Junior Reid)
7. War Beyond the Stars
8. Living Dangerously (Gość. Barrington Levy)
9. War Face (Ask Fi War) [remix] (Gość. Raekwon)
10. Marathon (To Chicago)
11. Revolution, Pt. 3 (Gość. Beenie Man, Dennis Brown)
12. Gun Down
13. Mi Nature
14. Virgin Island
15. Who Send Dem
16. Seek God [Remix] (Gość. Junior Reid)
17. Maniac (Gość. Richie Stephen)
18. Suicide or Murder (Gośc. Jeru the Damaja)
19. Benz & Bimma
20. My Experience